# Fuori i secondi (album)
Fuori i secondi è il terzo album in studio del cantautore italiano Cisco, pubblicato il 31 gennaio 2012.
(Dalla presentazione dell'album)

## Tracce
1. La dolce vita Rubbiani – Bellotti
2. Golfo mistico Bellotti – Giuradei
3. Lunatico Bellotti
4. I tempi siamo noi Bellotti – Rubbiani – Cottica
5. Gagarin Cavazzuti - Bellotti | Traccia in onore di Jurij Gagarin
6. Credo Rubbiani – Bellotti
7. Augusto Faccioli – Bellotti | Traccia in onore di Augusto Daolio
8. Ligabue Bellotti | Traccia in onore di Antonio Ligabue
9. Il gigante Bellotti – Cottica
10. Dorando Bellotti | Traccia in onore di Dorando Pietri
11. Una terra di latte e miele Rubbiani – Bellotti
12. Emilia Magnelli - Bellotti – Rubbiani
13. Ninnananna italiana Bellotti – Rubbiani (BONUS TRACK nel vinile LP)

## Formazione
- Cisco - voce
- Beppe Mondini - batteria
- Andrea Faccioli - chitarra, banjo
- Francesco Magnelli - tastiera, magnellophoni
- Bruno Bonarrigo - basso
- Patrick Wright - violino
- Simone Copellini - tromba